# Беланівка
Беланівка, Болонівка — річка в Білорусі у Биховському районі Могильовської області. Ліва притока річки Друті (басейн Дніпра).

## Опис
Довжина річки 24 км, похил річки 1,2 %, площа басейну водозбору 113 км². Формується декількома безіменними струмками. Від витоку річки на відстані 10,8 км річище каналізоване.

## Розташування
Бере початок за 2,2 км на північно-східній стороні від села Кучин. Тече переважно на південний захід через село Болонівку і впадає в річку Друть (Чигиринське водосховище), праву притоку річки Дніпра.
Населені пункти вздовж берегової смуги: Краснопілля, Будище, Дуброва, Болонів-Селець.